# Podul Akashi-Kaikyo
Podul Akashi-Kaikyō (明石海峡大橋 Akashi Kaikyō Ōhashi?, Marele pod peste strâmtoarea Akashi), cunoscut și sub numele de Pearl Bridge, este un pod suspendat în Japonia care traversează strâmtoarea Akashi, asigurând legătura între orașul Kobe de pe insula Honshu și insula Awaji (și mai departe cu insula Shikoku). Până la completarea podului Çanakkale în 2022 a fost cel mai lung pod suspendat din lume, având o lungime totală de 3.911 m și deschiderea de 1.991 m.
Podul, care are cabluri lungi de 4.073 m și 112 cm grosime, este construit în așa fel încât să reziste la vânturi de 286 kilometri pe oră, cutremure de 8,5 pe scara Richter și puternicii curenți de apă din zonă. Vara, din cauza căldurii, se întâmplă ca lungimea podului să varieze cu până la 2 metri în aceeași zi. 
Cele două turnuri de suport se ridică la 298 m deasupra nivelului mării.

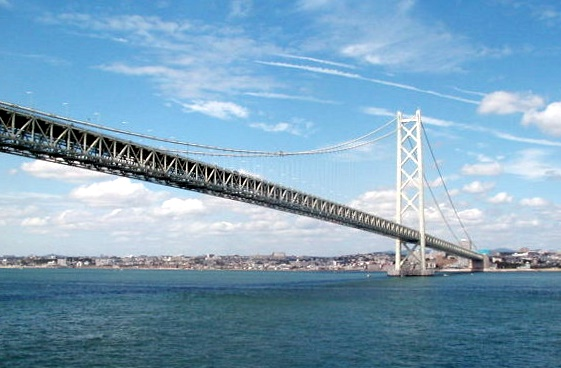
Podul Akashi-Kaikyō a fost cel mai mare pod suspendat din lume